# Neotanypeza dallasi
Neotanypeza dallasi is een vliegensoort uit de familie van de langpootvliegen (Tanypezidae). De wetenschappelijke naam van de soort werd voor het eerst geldig gepubliceerd in 1927 door Shannon.